# 瓦尔多
瓦尔多（德語：Wardow）是德国梅克伦堡-前波美拉尼亚州的市镇，隶属于罗斯托克县。总面积为68.98平方千米，截至2020年总人口为1320人。